# Römische Pietà

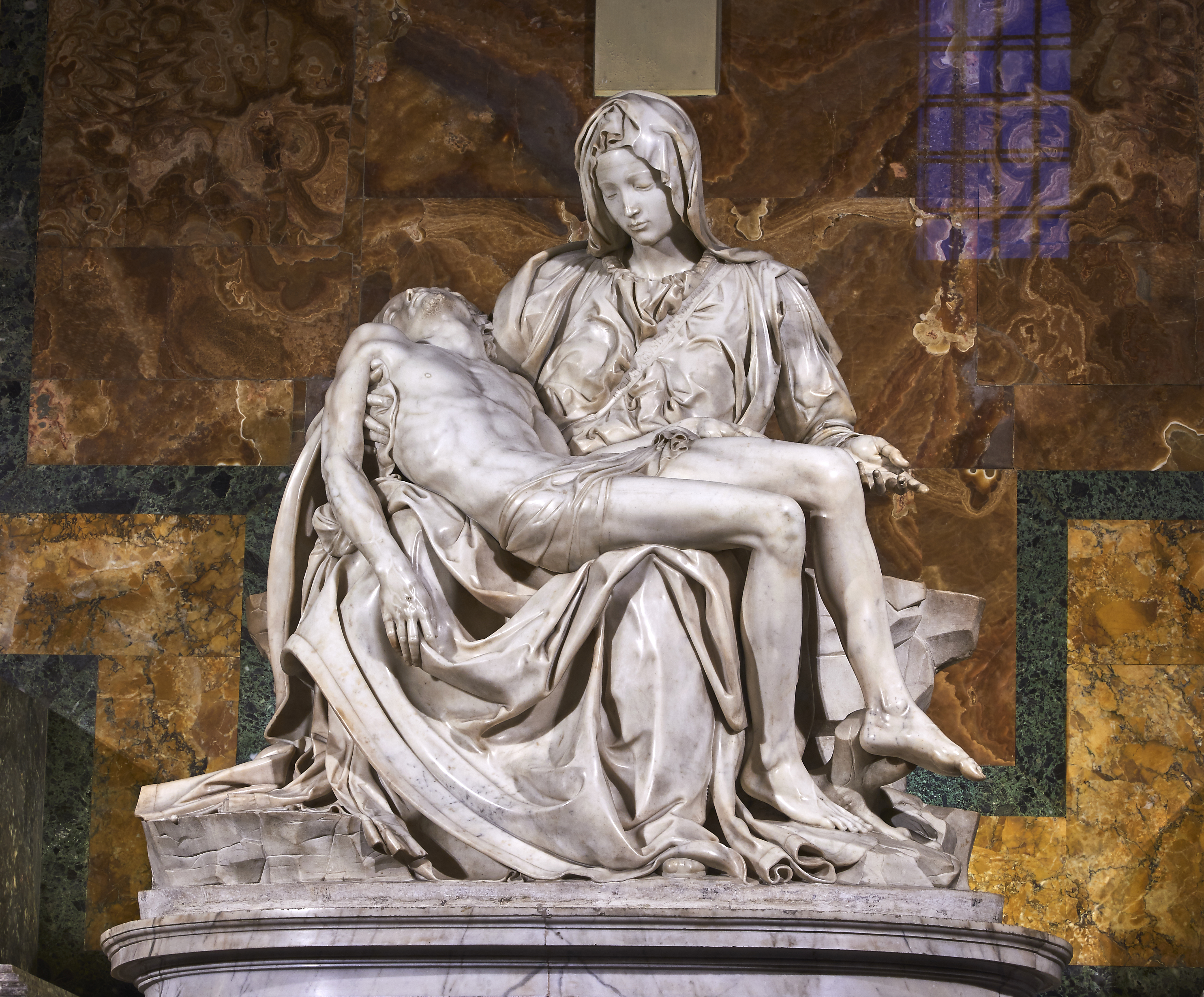
Pietà im Petersdom

Michelangelos römische Pietà [pjeˈta], häufig auch als vatikanische Pietà bezeichnet, ist eine der bekanntesten Darstellungen dieses in der abendländischen Kunst sehr beliebten Sujets. Die Marmorstatue ist in den Jahren 1498 bis 1499, nach anderen Quellen bis 1500, in Rom entstanden. Bei ihrer Fertigstellung war Michelangelo Mitte zwanzig. Sie ist eines der bedeutendsten Werke der abendländischen Bildhauerei und ein herausragendes Beispiel für die Kunst der Hochrenaissance. Die Statue befindet sich im Petersdom im Vatikan zu Rom.

## Geschichte
Die Entstehung der Pietà fällt in die Zeit von Michelangelos erstem Romaufenthalt von 1496 bis 1501. Neben der werkimmanenten Bedeutung ist die römische Pietà Michelangelos kunsthistorisch insofern interessant, als sie die erste (bekannte) von einem italienischen Bildhauer geschaffene Skulptur dieses Typs ist. Gleichzeitig ist die römische Pietà die erste aus einer Reihe von mehreren Pietà-Darstellungen Michelangelos (allerdings sind die übrigen Werke unvollendet geblieben). In kunsthistorischer Hinsicht ist weiterhin zu bemerken, dass Michelangelos römische Pietà eine der ersten Gruppen – wenn nicht die erste – in der neueren Skulptur sein dürfte, welche antiken Skulpturen hinsichtlich der technischen Meisterschaft nicht unterlegen ist.

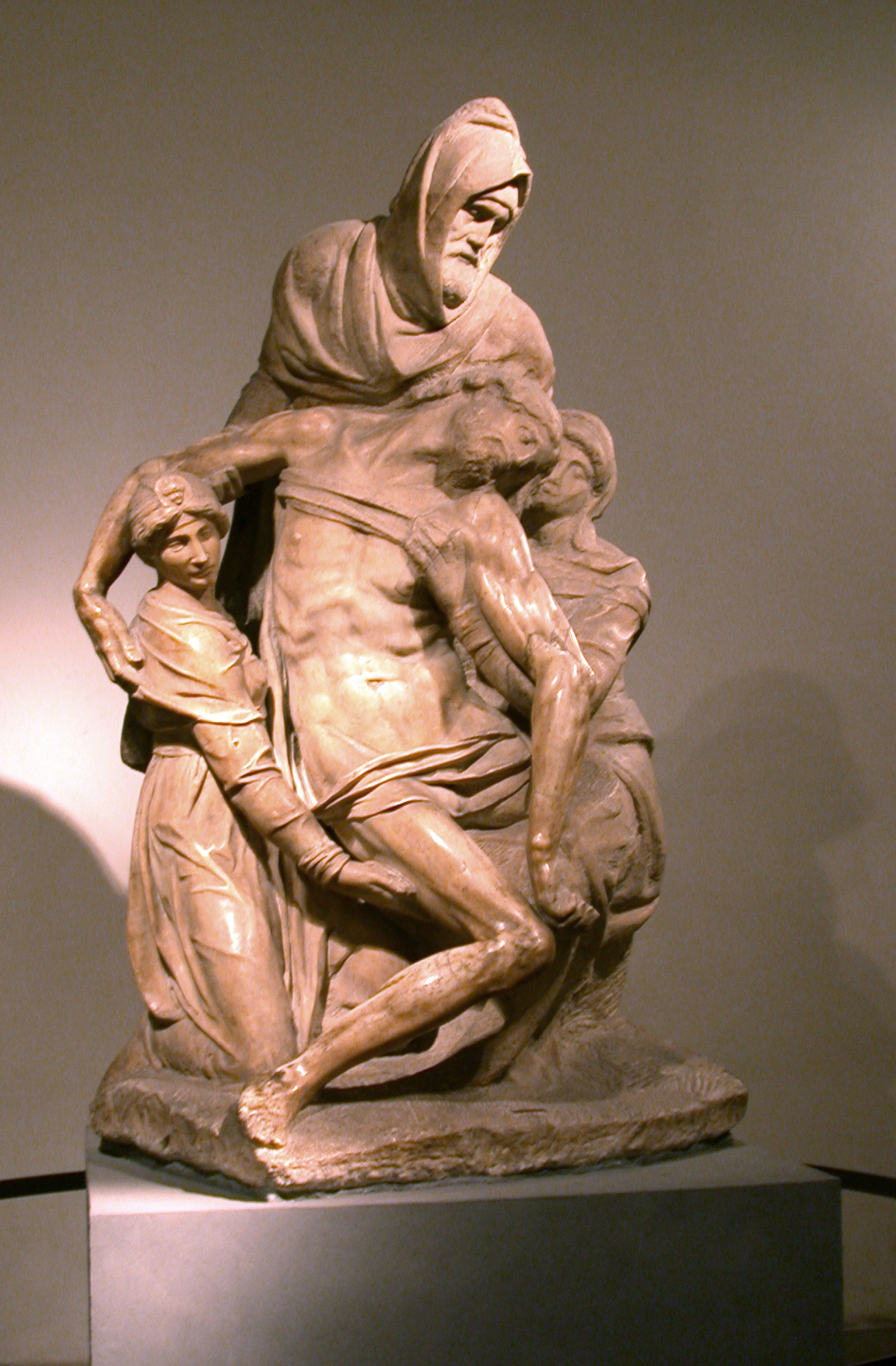
Pietà, vor 1550, Museo dell' Opera del' Duomo, Florenz
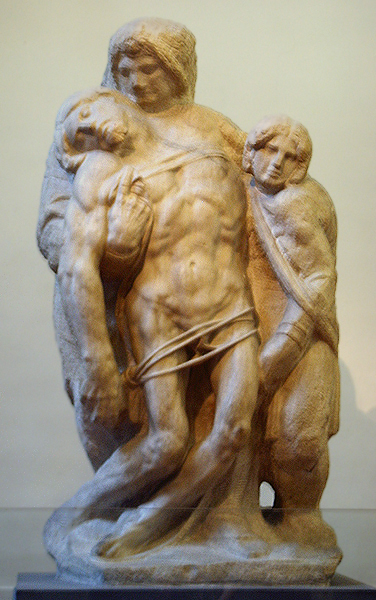
Pietà di Palestrina, Zuschreibung ungeklärt, Accademia delle Arti del Disegno (Galleria dell' Accademia), Florenz
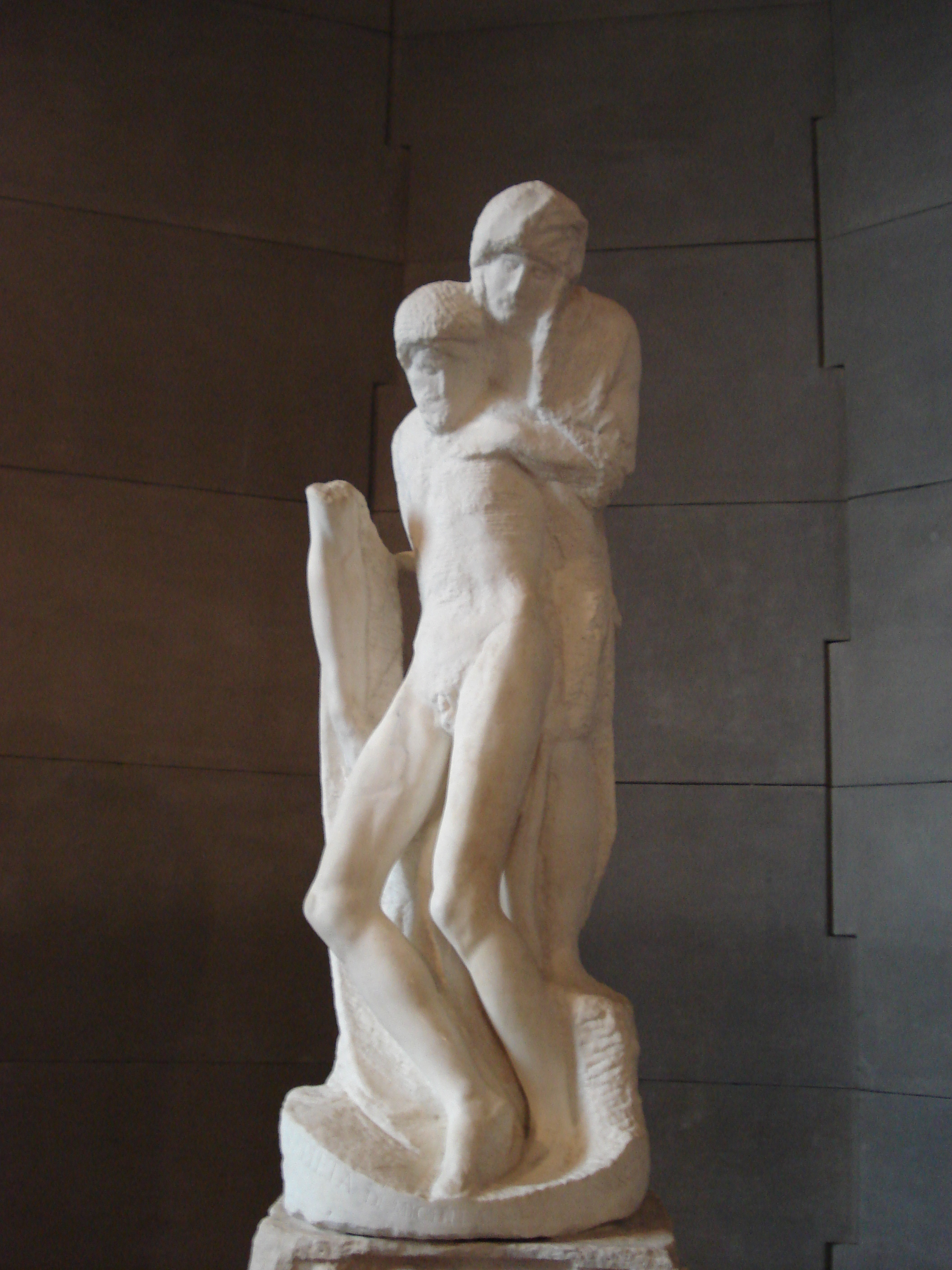
Pietà Rondanini, 1552–1564, Galleria Nazionale d'Arte Antica, Mailand

Die Pietà ist, wie die meisten Kunstwerke jener Zeit, ein Auftragswerk. Im Jahr 1497 beauftragte der französische Kardinal Jean Bilhères de Lagraulas, Benediktinerabt von Saint Denis und Botschafter Karls VIII. beim Vatikan, durch Vermittlung des römischen Adligen und Bankiers Jacopo Galli (welcher bereits eine kurz vorher vollendete Bacchus-Statue des Meisters erworben hatte), Michelangelo mit der Herstellung einer Pietà aus Marmor, die das Grabmal des Kardinals in einer der Kapellen der Kirche der Santa Petronilla schmücken sollte, welche sich an der Südseite von Alt-Sankt-Peter befand. Der Kardinal starb am 6. August 1498, wahrscheinlich bevor die Statue vollendet war. Die Beauftragung einer Pietà durch den französischen Geistlichen mag von der Popularität von Vesperbildern in Frankreich hergerührt haben – in Italien war dieses Sujet zur damaligen Zeit dagegen noch recht neu. Ende 1497 erhielt Michelangelo eine erste Vorauszahlung für den Auftrag. Der schriftliche Vertrag wurde erst um den 27. August 1498 herum verfertigt. Im Vertragstext werden die Vorstellungen des Kardinals genau spezifiziert: „Eine Pietà aus Marmor, das heißt die bekleidete Jungfrau Maria mit dem toten, unbekleideten Christus im Arm.“ Der Vertrag sah eine lebensgroße Statue vor, die – so der explizite Vertragstext – alle bis dahin in Rom bekannten Marmorkunstwerke an Schönheit übertreffen sollte – eine, wie Ragionieri anmerkt, angesichts der Fülle antiker Statuen in Rom äußerst kühne Forderung. Die Gruppe sollte laut Vertrag innerhalb eines Jahres vollendet werden.
Die ersten Zeichnungen und Modelle fertigte Michelangelo vermutlich bereits im Sommer 1497. Im März 1498 begab er sich nach Carrara, um persönlich in den dortigen Marmorbrüchen einen Marmorblock für die Statue auszuwählen, ein Vorgehen, dem er auch später treu blieb. Der Meister überwachte den Transport von Carrara nach Rom persönlich. Die Arbeit am Marmor begann im Jahr 1498, vollendet wurde das Werk im Jahr 1499 oder 1500. Zur Zeit der Vollendung war der am 6. März 1475 geborene Michelangelo etwa 25 Jahre alt. Lübke sieht in der Pietà den Abschluss der Jugendperiode in Michelangelos Schaffen.
Michelangelo erhielt für die Pietà ein Honorar von 450 Golddukaten (nach Rattner/Danzer äquivalent zu mindestens 50.000 Euro nach heutigem Geldwert).
Der ursprüngliche Standort der Statue war, wie in dem Vertrag mit dem Kardinal vereinbart, Santa Petronilla. Da diese Kirche im Zuge des Neubaus der Peterskirche zerstört wurde, wurde die Pietà im Jahr 1517 in die Kapelle der „Vergine della Febbre“ in Alt-Sankt-Peter verbracht. Ein weiterer Standort war der Chor von Sixtus IV. Seit dem Jahr 1749 befindet sich die Pietà an ihrem heutigen Standort in der ersten Kapelle des rechten Seitenschiffs im Petersdom. Sie wird nach der Statue auch als „Kapelle der Pietà“ bezeichnet. Für die Verbringung zur Weltausstellung in New York im Jahr 1964 wurde die Pietà zum ersten und bisher letzten Mal aus dem Petersdom entfernt.
Die römische Pietà wurde mehrmals beschädigt. Während einer Umstellung wurden vier Finger der freien linken Hand abgebrochen, welche 1736 von Giuseppe Lirioni wiederhergestellt wurden, wobei unklar ist, inwieweit diese Restaurierung dem Original entsprach. Einer der Finger scheint nicht vom Original zu stammen. Am 21. Mai 1972 wurde die bis dahin frei stehende Statue durch den geistesgestörten Attentäter László Tóth mit etlichen Hammerschlägen schwer beschädigt. Die Schäden betrafen unter anderem den linken Arm und das Gesicht der Jungfrau. Für die Restaurierung wurden soweit möglich Originalfragmente verwendet, wo nötig ergänzt durch eine Paste aus Marmorpulver und Polyester. Der Expertengruppe unter der Leitung von Deoclecio Redig de Campos ist es letztlich gelungen, die Statue originalgetreu wiederherzustellen. Seit diesem Anschlag befindet sich die Pietà hinter einer Scheibe aus Panzerglas.

## Aufstellung
Die Statue ruht auf einem Podest und kann nur von unten und von vorn sowie aus einiger Entfernung betrachtet werden. Diese – nach Wölfflin „barbarische“ – Aufstellung vermittelt einen anderen Eindruck von der Statue als die eigentlich vorgesehene Betrachtung auf „gleicher Augenhöhe“. So ist der Oberkörper der Madonna weiter nach vorn geneigt, als es die jetzige erzwungene Perspektive vermittelt. Auch macht es diese Aufstellung unmöglich, das Antlitz des Erlösers eingehender zu betrachten. Kleinere Details sind aus der Entfernung gar nicht zu erkennen. Die ebenerdige Kopie in den Vatikanischen Museen erlaubt eine bessere Perspektive. Hartt/Finn bemängeln außerdem die Michelangelos Geschmack völlig konträre barocke Üppigkeit des gegenwärtigen Standorts.

## Vorbilder
Ikonographisch lässt sich der Ursprung der römischen Pietà bei nordeuropäischen Vesperbildern verorten, auf denen die Muttergottes allerdings eher als schmerzgeplagte alte Frau dargestellt ist. Nach Weinberger entstand damals in Italien ein Bedürfnis nach bildhauerischen Darstellungen der Pietà durch entsprechende aus Deutschland importierte Figuren, die den ästhetischen Anforderungen italienischer Kunstliebhaber freilich nicht gerecht werden konnten.
Michelangelo ist nicht der erste italienische Künstler, der sich das Sujet der Pietà und des Vesperbildes aneignete. Eine sehr frühe Darstellung in der italienischen Malerei ist das 1368 entstandene Tafelbild Cristo in pietà et il donatore Giovanni di Elthini von Simone di Filippo (genannt Simone dei Crocefissi), Museo Davi Bergellini, Bologna. Darüber hinaus finden sich in der italienischen Malerei frühere Darstellungen der Beweinung Christi – ein Sujet, das sich nicht immer eindeutig von dem der Pietà abgrenzen lässt. Häufig aufgegriffen wird der Bildtyp der Pietà bzw. auch der Beweinung Christi ab der Mitte des 15. Jahrhunderts von norditalienischen Malern – bspw. Giovanni Bellini (1437 bis 1516), welche, ähnlich wie später Michelangelo, keinen zu Tode gemarterten Christus zeigen, sondern den Tod Jesu im Zeichnen des in der Renaissance erwachenden Humanismus als Schlaf ästhetisieren. Etwa zwischen 1483 und 1493 hat Pietro Perugino eine Pietà gemalt, die sich heute in den Uffizien in Florenz befindet. Etwa zwei Jahre später hat Perugino eine Beweinung Christi fertiggestellt. (siehe Abbildung). Hartt weist überdies darauf hin, dass der etwa 20-jährige Michelangelo während seiner Arbeit in der Basilika San Domenico in Bologna (1494–95) mit einem dort befindlichen deutschen Vesperbild in Berührung gekommen sein muss.

Nordische Vesperbilder; Peruginos Pietà und Beweinung Christi
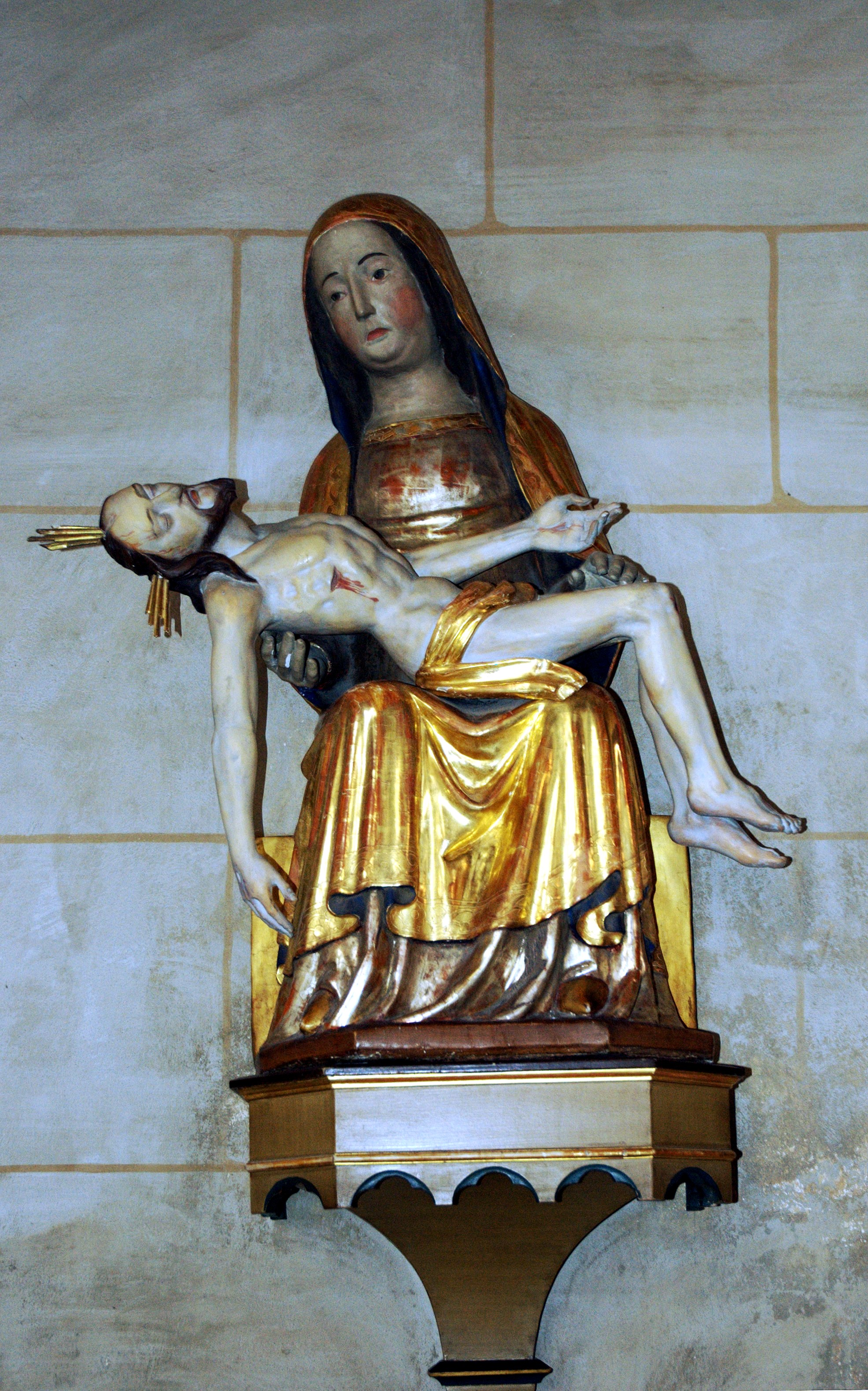
Pietà in St. Georg (Dinkelsbühl)
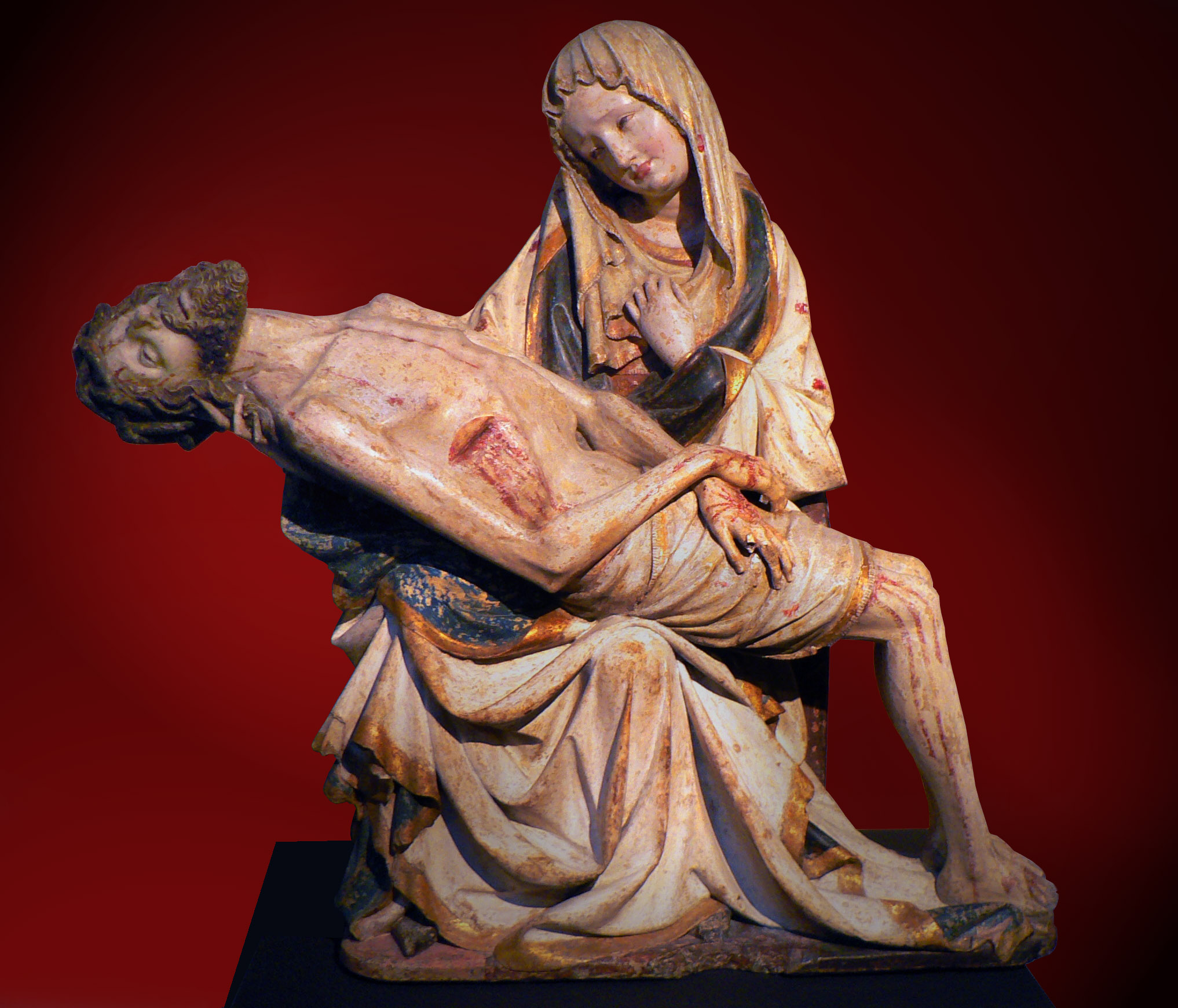
Krakauer Pietà, 1390–1400, Erzdiözesemuseum Olmütz
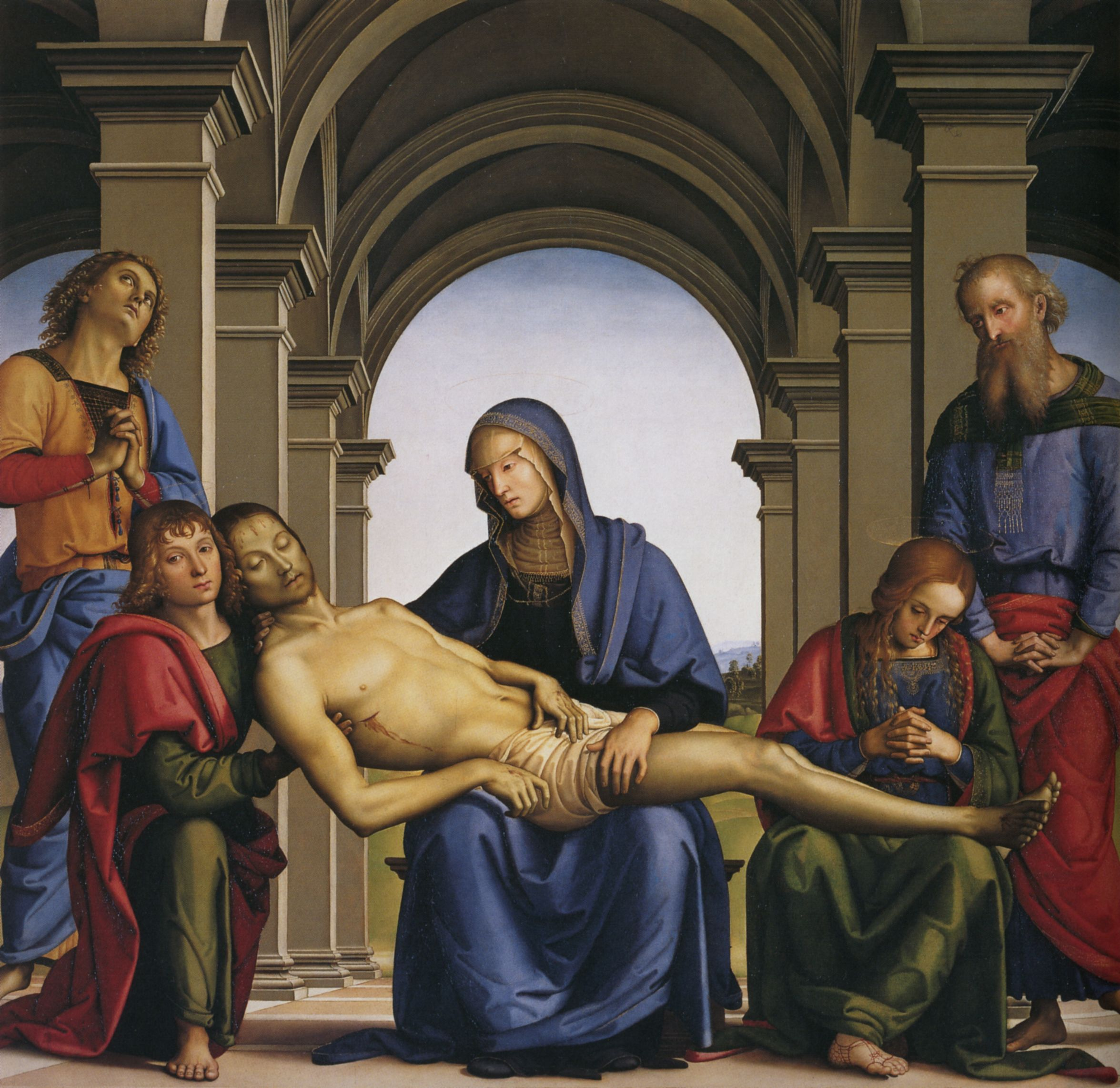
Perugino, Pietà, 1483–1493, Uffizien (Florenz)
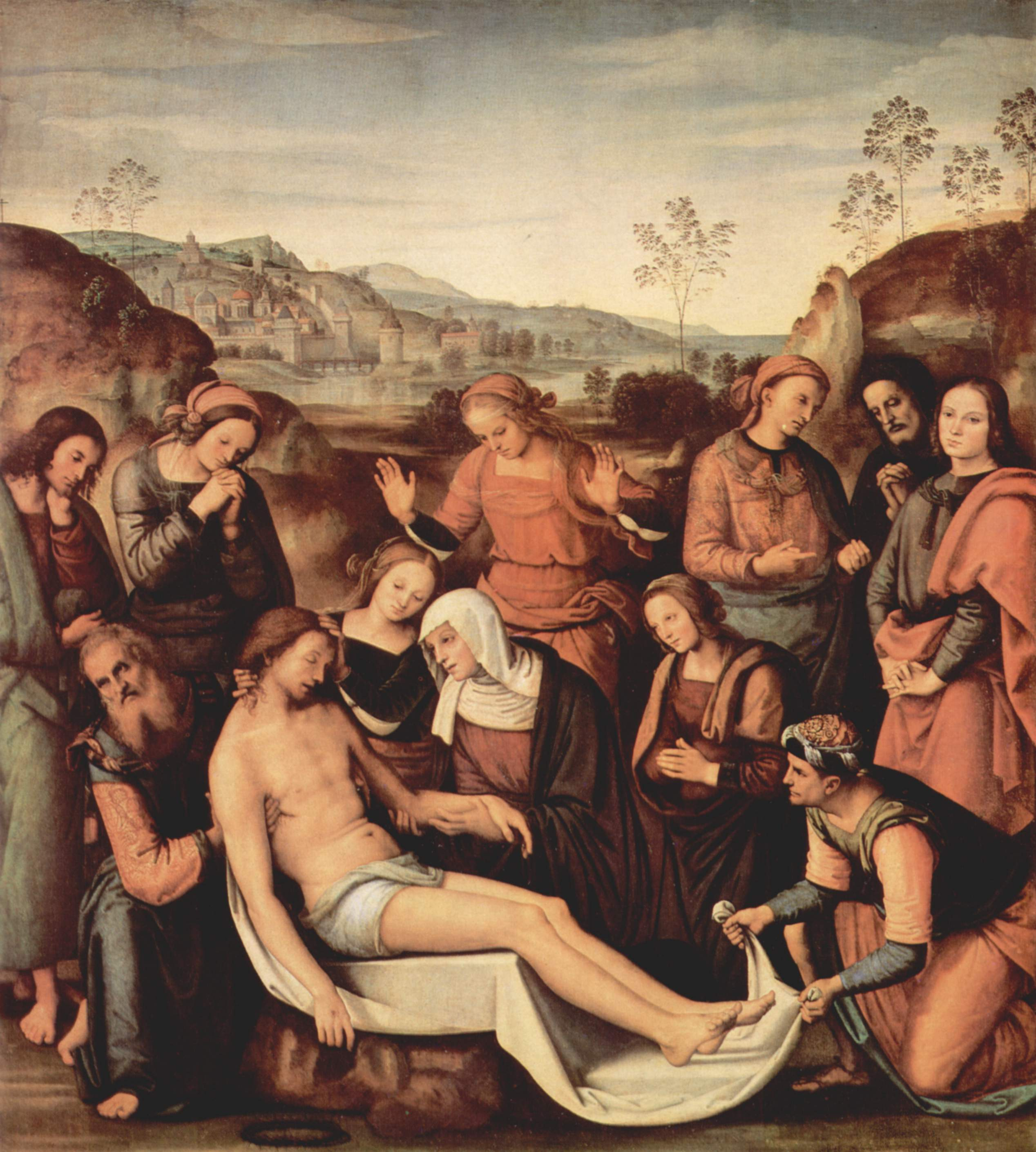
Perugino, Beweinung Christi, 1495, Palazzo Pitti (Florenz)

## Beschreibung

### Physische Eigenschaften
Michelangelos Pietà ist aus einem einzigen Block weißen Carrara-Marmors gefertigt, der kaum Einschlüsse aufweist. Es ist besonders feinkörniger Marmor vom Typ Statuario. Die Oberfläche ist stark poliert und erscheint glänzend. Die Abmessungen der Statue betragen: Höhe: 174 cm; Breite: 195 cm; Tiefe: 69 cm. Die Masse der Statue beträgt etwa 2600 Kilogramm. Eine Röntgen-Analyse der Pietà im Zuge der Vorbereitungen zu ihrer Verbringung nach New York im Jahr 1964 zeigte keinerlei kritische Schwachstellen im Stein – ein Hinweis darauf, dass Michelangelo den Marmorblock sorgfältig ausgewählt hat.

### Allgemeine Beschreibung
Bei der Statue handelt es sich um eine Gruppe, die, wie bei diesem Sujet üblich, die Muttergottes in sitzender Position zeigt, den vom Kreuz genommenen Leichnam Jesu auf ihren Knien und in ihrem Arm wiegend. Den Untergrund bildet ein Felsen, bei dem es sich gemäß der biblischen Überlieferung um Golgota, den Ort der Kreuzigung Jesu, handeln müsste. Die Madonna ist vollständig bekleidet, wohingegen ihr Sohn bis auf ein Lendentuch unbekleidet ist. Die Figuren sind anatomisch präzise dargestellt, Muskeln, Sehnen, Blutgefäße und sonstige anatomische Merkmale sind sorgfältig herausgearbeitet, was der Skulptur zusätzliche Spannung und Dynamik verleiht. Hartt spricht von einer „makellosen Anatomie, unerreicht seit der klassischen Antike“. Die insoweit naturgetreue Darstellung verdankt sich nicht zuletzt Michelangelos anatomischen Studien, namentlich der Sektion von Leichen.
Maria ist deutlich größer dargestellt als ihr Sohn (stehend würde die Madonna über zwei Meter messen). Diese Besonderheit in der Gestaltung ist auf die technische Schwierigkeit zurückzuführen, eine Gruppe bestehend aus einer Frau, die einen erwachsenen Mann auf den Knien hält, in einer ausgewogenen Komposition darzustellen: Würden die natürlichen Größenverhältnisse gewahrt, müsste der Körper Jesu fast zwangsläufig als zu groß und zu schwer erscheinen, um von Maria auf dem Schoß gehalten werden zu können. Nach Justi wollte Michelangelo „den Eindruck der Schwere […] verhüten, das Lasten des Körpers auf dem Schoß der Frau […] verschleiern … Er hat dies erreicht durch Stellung, Ansicht, Umfang und Form der Gestalten“.
Die Disproportionalität der beiden Figuren wirkt auf den Betrachter keineswegs irritierend. Dies ist zum einen darauf zurückzuführen, dass ein direkter Größenvergleich wegen der unterschiedlichen Positionen der Figuren, insbesondere der sitzenden Position Marias, schwierig ist; zum anderen hat Michelangelo darauf geachtet, bei den Häuptern der Figuren, welche einen direkten Vergleich ermöglichen, die Proportionen zu wahren. Überdies gewinnt der Oberkörper Marias die für die Komposition benötigte Weite insbesondere durch das aufgebauschte Gewand, was dem Betrachter ganz natürlich erscheint. Hinzu kommt, dass der Körper Jesu in der schmalen Seitenansicht dargestellt ist, im Gegensatz zur breiten Frontansicht des Körpers der Madonna. Ein Vergleich zwischen Michelangelos Pietà und dem oben abgebildeten Vesperbild in der St.-Georg in Dinkelsbühl mit dem völlig „unnatürlich“ wirkenden, weil viel zu kleinen Jesus zeigt, wie meisterhaft Michelangelo dieses Problem gelöst hat. Anderseits zeigt das Beispiel der Krakauer Pietà (siehe Abbildung), welches Ergebnis andere Künstler mit einer proportionalen Darstellung beider Figuren erzielt haben.
Auffällig ist der monumentale Faltenwurf des Gewandes der Madonna, in dem Hartt eine Reminiszenz an Donatellos Spätwerk erkennt. Wölfflin bemängelt einen „etwas aufdringlichen Reichtum“ der Gewandpartien. Die großzügige Dimensionierung derselben im unteren Teil der Gruppe ist jedoch kein Selbstzweck, sondern dient, neben der unterschiedlichen Größe der Figuren, auch dazu, eine natürlich und ungezwungen wirkende Positionierung des Leichnams Jesu im Schoß und Arm Marias zu ermöglichen. Die Gewandpartien erfüllen so scheinbar eine stützende Funktion und fördern die kompositorische Ausgewogenheit des Werks.
Die Gruppe ist weniger als 70 Zentimeter tief. Die Rückseite wurde von Michelangelo zwar ebenfalls ausgeführt, jedoch weniger sorgfältig und detailreich als die Vorderseite. Aus den genannten Gründen kann die Gruppe ihre volle Wirkung nur in der Frontalansicht, nicht jedoch in der Seiten- oder gar der Rückansicht entfalten.

### Komposition
Die Statue zeigt einen pyramidalen Aufbau. Marias Haupt bildet den Scheitelpunkt, von welchem aus die äußeren Linien des Werks sich nach unten hin auffächern. Auf der vom Betrachter aus gesehen rechten Seite bilden Marias Haupt, ihr linker Arm und das linke Bein Jesu eine Linie, auf der gegenüberliegenden Seite wird die pyramidale Komposition durch einen monumentalen Faltenwurf von Marias Gewand unterstützt. In der Senkrechten zeigt die Gruppe eine Dreiteilung: der obere Teil wird vom Haupt und Oberkörper Marias gebildet, der Mittelteil von Jesu Leichnam, der untere Teil wird vom Faltenwurf des Gewandes der Muttergottes dominiert. Diese Dreiteilung korrespondiert mit einer von oben nach unten zunehmenden Tiefe der Statue. Hervorzuheben sind weiterhin die vom Betrachter aus gesehen nach rechts unten verlaufenden diagonalen Linien, gebildet vom Haupt und Oberkörper Jesu, seinem rechten Arm und dem weit geschwungenen Faltenwurf im unteren Teil. Diese ausgefeilte Geometrie verleiht dem Werk kompositorische Ausgewogenheit. Wölfflin urteilt über die Komposition wie folgt: „Zwei lebensgroße Körper in Marmor zur Gruppe zusammenzubinden, war an sich etwas Neues und die Aufgabe, der sitzenden Frau einen männlichen Körper auf den Schoß zu legen, von der schwierigsten Art. Man erwartet eine harte durchschneidende Horizontale und trockene rechte Winkel; Michelangelo hat gemacht, was keiner damals hätte machen können: alles ist Wendung und Drehung, die Körper fügen sich mühelos zusammen, Maria hält und wird doch nicht erdrückt von der Last, der Leichnam entwickelt sich klar nach allen Seiten und ist dabei ausdrucksvoll in jeder Linie.“

### Maria

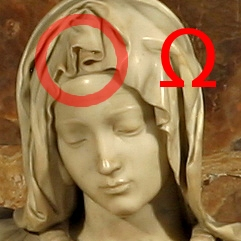
Omega-Falte am Kopf Marias

Die Madonna ist dem Betrachter frontal zugewandt. Sie stützt den Leichnam ihres Sohnes mit ihrem rechten Arm ab, wobei die Hand mit den gespreizten Fingern den göttlichen Leichnam nicht direkt berührt, sondern beide durch den Stoff von Marias Gewand getrennt sind. Der linke Arm ist leicht abgewinkelt, mit nach oben zeigender halb geöffneter Handfläche, eine Geste, in welcher nach Bode der „stumme Schmerz der Mutter“ zum Ausdruck kommt. Die Madonna ist in ein ausladendes Gewand mit reichem Faltenwurf gekleidet, das lediglich Gesicht, Hals und Hände unbedeckt lässt. Selbst das Haar verschwindet vollständig unter dem Kopftuch. Ein horizontal über die Stirn verlaufender Strich deutet den Rand eines transparenten Schleiers an. Marias Blick ist nach unten gerichtet, die Augenlider sind gesenkt. Der Ausdruck in ihrem Gesicht ist schwer zu deuten, wirkt jedoch eher entrückt als trauernd. Nach Justi ist das Antlitz der Madonna „näher besehen ausdruckslos“. Viele Kommentatoren heben die Schönheit der Gesichter Marias und Jesu hervor. Dies gilt insbesondere für die Madonna, der Michelangelo nach Clément eine „eigentümliche jugendliche und herbe Schönheit“ verliehen hat.
Die Disproportionalität des im Vergleich zum Körper etwas zu kleinen Antlitzes der Madonna, welche, wie bereits erläutert, notwendig war, um die Marienfigur im Vergleich mit ihrem Sohn nicht zu groß erscheinen zu lassen, löst Michelangelo durch einen großzügig gearbeiteten Faltenwurf des Schleiers.
Anders als seine (nordeuropäischen) Vorgänger zeigt Michelangelo die Muttergottes nicht als schmerzgeplagt – die Madonna Michelangelos ist keine typische Mater Dolorosa, wie sie von so vielen Künstlern vor und nach ihm dargestellt worden ist. „Das verweinte Gesicht, die Verzerrung des Schmerzes, das ohnmächtige Umsinken hatten Frühere gegeben; Michelangelo sagt: die Mutter Gottes soll nicht weinen wie eine irdische Mutter. Ganz still neigt sie das Haupt, die Züge sind regungslos und nur in der gesenkten linken Hand ist Sprache: halbgeöffnet begleitet sie den Monolog des Schmerzes.“ Roeck begründet die augenfälligen Unterschiede zwischen nordeuropäischem Vesperbild und Michelangelos römischer Pietà mit den unterschiedlichen kulturellen Kontexten im cis- und transalpinen Europa: „Der beruhigte Schmerz der jugendlichen Madonna, die den ‚schönen‘ Leichnam ihres Sohnes auf dem Schoß hält, zielt auf die sachverständige, mit antiken Formen vertraute Gesellschaft; zum ‚Mitleid‘ anzuregen, diese Aufgabe des Andachtsbildes hat ein einfaches geschnitztes Vesperbild, das die kummervolle Maria mit der starren Leiche Christi zeigte, auf völlig andere Weise erfüllt als die schimmernde Marmorfigur.“ Justi spricht mit Bezug auf die Madonna von „Seelenruhe“ bzw. „Stille der Seele“.

### Das Problem der Jugendlichkeit der Madonna
Eines der auffälligsten Merkmale der Statue ist der Umstand, dass die Madonna zu jung dargestellt ist, um die Mutter eines erwachsenen Sohnes sein zu können – tatsächlich erscheint Maria jünger als ihr Sohn. Hartt führt hierzu aus: Michelangelo „hat die Mutter Gottes in ihrer ewigen Realität jenseits von Alter und Zeit dargestellt – jungfräuliche Mutter, mystische Braut, sterbliches Gefäß des göttlichen Zwecks der Fleischwerdung und der Erlösung“. Michelangelo kombiniert hier die seinen Zeitgenossen vertraute Darstellung der jungen Maria mit dem Jesuskind mit den üblichen Vesperbildern, auf denen eine gealterte Madonna zu sehen ist. Diese Darstellung, die unter Michelangelos Zeitgenossen einige Irritationen auslöste, wird oftmals als eine Innovation Michelangelos angesehen. Hartt weist jedoch darauf hin, dass bereits in der zwischen etwa 1483 und 1493 fertiggestellten Pietà Peruginos (siehe Abbildung oben) kein offensichtlicher Altersunterschied zwischen der Madonna und ihrem Sohn existiert (das Antlitz der Madonna in Peruginos Bild erscheint allerdings viel eher alterslos als jugendlich, das Alter ist jedenfalls sehr schwer zu bestimmen).
Eine gängige Interpretation der Jugendlichkeit der Madonna lautet, dass die Jungfrau Maria aufgrund ihrer Unbeflecktheit und makellosen Tugendhaftigkeit nicht in demselben Maße dem natürlichen Alterungsprozess unterliege wie gewöhnliche Menschen. Es handelt sich um eine Deutung ganz im Sinne des Neuplatonismus, wonach der Leib das Abbild der Seele ist, so dass das Antlitz Marias nicht nur physische, sondern auch moralische Schönheit ausdrückt. Michelangelo hat sich gegenüber seinem Freund, Schüler und ersten Biographen Ascanio Condivi hierzu wie folgt geäußert: „Weißt du nicht, dass keusche Frauen sich viel frischer erhalten als die, welche es nicht sind? Um wie viel mehr aber eine Jungfrau, welcher sich niemals die geringste sündhafte Begierde in die Seele verirrte! Aber noch mehr … müssen wir glauben, dass die göttliche Kraft ihr noch zu Hilfe kam, damit der Welt die Jungfräulichkeit und unvergängliche Reinheit der Muttergottes um so deutlicher erschiene.“
Die Darstellung der Mutter Gottes als junge Frau könnte auch durch einen Vers Dantes in der Göttlichen Komödie inspiriert sein, wo in der ersten Zeile des 33. Gesangs des Paradieses Maria als „Vergine Madre, figlia del tuo figlio“ („Jungfräuliche Mutter, Tochter deines Sohnes“) angesprochen wird. Für Dantes Einfluss könnte der Umstand sprechen, dass Michelangelo mit der Göttlichen Komödie wohlvertraut war.
Im Übrigen lässt der Anachronismus, welcher der Statue innewohnt, auch an die in der mittelalterlichen Theologie verbreitete Vorstellung von Maria als „Braut Christi“ denken, welche nach Mariae Himmelfahrt an der Seite ihres Sohnes Jesu Christi als Himmelkönigin thront. Insofern ist Michelangelos Idee, den über 30-jährigen Jesus mit einer jugendlichen Maria zu kombinieren, durchaus nicht neu, auch wenn Michelangelo wohl eher nicht an diese spezielle theologische Interpretation gedacht hat.
Letztlich lässt sich nicht entscheiden, welches Motiv Michelangelo bewogen hat, die Mutter des über 30 Jahre alten Erlösers als junge Frau darzustellen. Verdon/Rossi betonen, dass die obige Erklärung des Meisters gegenüber seinem Biographen Condivi erst viele Jahre nach der Vollendung der Pietà erfolgte (Condivi wurde erst 1512 geboren), und dass der junge Michelangelo während der Arbeit an der Skulptur wahrscheinlich eher mit ästhetischen und technischen Problemen als mit inhaltlichen Fragen beschäftigt gewesen sei. Eine weniger spektakuläre Erklärung für die Jugendlichkeit Marias könnte daher lauten, dass der Ästhet Michelangelo die Madonna gar nicht anders als in strahlender, jugendlicher Schönheit darzustellen in der Lage war.
Auch Hartt befriedigt Michelangelos „theologische“ Erklärung der Jugendlichkeit der Madonna nicht: Während Condivi von der Erklärung sehr beeindruckt war, sieht Hartt darin eher „eine dumme [foolish] Antwort auf eine dumme Frage“. Es wäre jedoch verfehlt, die oben angeführten Interpretationen als völlig haltlos oder unbedeutend zurückzuweisen. Zum einen hat ein Meister vom Rang Michelangelos zweifellos die bestmögliche und sorgfältigste Untersuchung eines jeden Aspekts seiner Werke verdient; zum anderen muss insoweit auch Michelangelos tiefe Religiosität in Betracht gezogen werden, die ein theologisches Motiv bzw. eine solche Interpretation nicht abwegig erscheinen lässt.

### Jesus
Der Oberkörper der Christusfigur verläuft schräg nach rechts unten, das Haupt ist im Tod nach hinten gesunken und ruht in Marias Armbeuge, Ober- und Unterschenkel bilden annähernd rechte Winkel. Hartt spricht von einem „fließenden Rhythmus“ des Christuskörpers. Jesus ist mit langem Haar und bärtig dargestellt, das Haar ist lockig, wie es für Darstellungen des Erlösers in der damaligen italienischen Kunst eher unüblich war. Das Antlitz Jesu ist relativ lang und weist ein spitzes Kinn auf. Der Gesamteindruck des Gesichts, einschließlich des lockigen Haars, weist Ähnlichkeiten mit Gravuren des deutschen Kupferstechers und Malers Martin Schongauer auf, mit dessen Werk Michelangelo zumindest teilweise vertraut war.
Während die Madonna überlebensgroß dargestellt ist, weist die Darstellung Jesu eine natürliche Größe auf. Diese Disproportionalität der beiden Figuren kann beim Betrachter den Eindruck erwecken, Jesus sei im Tod wieder zum Kind geworden, das von seiner Mutter im Schoß gehalten wird – Nagel spricht im Hinblick auf das Vesperbild ganz allgemein davon, dass dieses mit einer emotionalen Reminiszenz an die Jungfrau mit dem Jesuskind befrachtet sei. Im Gegensatz zu Maria ist der Erlöser etwa in dem Alter dargestellt, das er der Überlieferung zufolge zum Zeitpunkt der Kreuzigung gehabt hat.
Die relative Fragilität – die „mageren, zarten Formen“ – des „vollendet schönen nackten Körpers Christi“, der schlaff herabbaumelnde Arm und das im Tod nach hinten geneigte, in die Armbeuge Marias gebettete Haupt des Erlösers erwecken beim Betrachter tiefes Mitgefühl. Der Sohn Gottes wird hier in seiner Menschlichkeit – und Sterblichkeit – gezeigt. Gleichzeitig wird hierdurch die Größe des Opfers offenbar, das Jesus für alle Menschen vollbracht hat. „Der Christuskörper … scheint bis über die Ruhe des Todes hinaus die Martern zu empfinden, welche der Gott-Mensch zu erdulden gehabt.“ Nach Wölfflin verleihen die „emporgedrückte Schulter und das zurückgesunkene Haupt … dem Toten einen Leidensaccent von unübertrefflicher Kraft“.
Vasaris überschwängliches Urteil über den Christuskörper lautet: „Wir müssen den Gedanken aufgeben, jemals eine andere Statue mit so schönen Gliedmaßen zu finden oder einen Leib, der mit so großer Kunst ausgeführt ist … oder einen Toten, der so tot ist wie dieser.“ Von Einem hebt ebenfalls die Schönheit der Christusfigur hervor, in welcher sich Michelangelos Verehrung für die antiken Formen manifestiere – Christus und der griechische Gott Apollon seien in der Figur verschmolzen.
Die Spuren, welche die Nägel und die Lanze am Leib Jesu hinterlassen haben, sind nur leicht angedeutet. Die Füße weisen zwar auf dem Spann die Stigmata auf, nicht so jedoch die Sohle des frei schwebenden linken Fußes. Jene Wunden, welche die Dornenkrone verursacht haben müsste, fehlen ganz. Überhaupt weist das Haupt keinerlei Zeichen des Martyriums auf, insbesondere wirkt das Antlitz des Erlösers im Tod völlig gelöst. Anders als etwa bei Clément steht für Gardner/Kleiner bei der Betrachtung des Leichnams nicht das Leiden Christi im Vordergrund: „Christus scheint weniger gestorben als in Marias mütterlichen Armen in einen friedvollen Schlaf hinüber geglitten zu sein.“ Hartt weist im Zusammenhang mit den nur angedeuteten Stigmata und dem friedvollen Gesichtsausdruck des Gottessohnes darauf hin, dass Michelangelo sein Leben lang jede künstlerische Expression verabscheut hat, welche die Schönheit des menschlichen Körpers verletzen könnte – der Meister selbst sprach in diesem Zusammenhang von dem „sterblichen Schleier, der die göttliche Absicht verhüllen“ würde. „Die Wunden in den Händen, Füßen und der Seite, welche gezeigt werden mussten, erscheinen so unauffällig wie möglich, um die Meditation des Betrachters über die Schönheit der gesegneten Mutter und das unermesslich wertvolle, endlos wiederholte, ewiglich präsente eucharistische Opfer ihres Sohnes nicht zu stören.“

### Signatur
Die Pietà ist die einzige Statue, die Michelangelo signiert hat; in die schmale Schärpe, die quer über die Brust der Madonna verläuft, ist in römischer Antiqua gemeißelt: MICHEL.A[N]GELVS BONAROTVS FLORENT[INVS] FACIEBA[T]. (Michelangelo Buonarroti aus Florenz [hat dies] angefertigt.) Giorgio Vasari gibt als Grund für die Signatur an, dass Michelangelo eines Tages zufällig Zeuge geworden sei, wie eine Gruppe von Besuchern aus der Lombardei die Statue einem Künstler aus Mailand (Cristoforo Solari) zugeschrieben habe. Die Signatur kann auch als ein Hinweis darauf gewertet werden, dass Michelangelo selbst seine Pietà als ein außergewöhnliches Werk angesehen hat. Bei späteren Werken war eine Signatur aufgrund von Michelangelos großer Bekanntheit nicht mehr notwendig. Verdon/Rossi sehen in der Signatur ein Indiz dafür, dass der junge, noch nicht weithin bekannte Michelangelo damals vor allem seine eigene Reputation als Künstler im Sinn gehabt habe.

## Stil
Ebenso wie spätere Werke Michelangelos wirkt die Pietà äußerst dynamisch, ein Eindruck, der vor allem durch die in fließenden Bewegungen erstarrten Figuren und den dramatischen Faltenwurf des Gewands der Muttergottes hervorgerufen wird. Die Darstellung entspricht zumindest insoweit eher der hellenistischen Lust an Dramatik und Leidenschaft als der Ausgewogenheit und Ruhe der griechischen Kunst der Klassik. Im Unterschied zu den meisten anderen Werken Michelangelos erscheint die Pietà – und insbesondere die Christusfigur – nicht athletisch, sondern feingliedrig, geradezu fragil, worin Hartt einen starken Gegensatz zum griechischen Ideal erkennt. Im Kontext von Michelangelos Gesamtwerk, aber auch der Kunst der (Hoch)Renaissance insgesamt, nehme die Römische Pietà eine Sonderstellung ein und erscheine beinahe gotisch. In der Reinheit des Gedankens sei dennoch das Renaissance-Kunstwerk zu erkennen.
Kunsthistoriker sehen in der Pietà einen Ausdruck des in der Renaissance in Italien erwachenden modernen, humanistischen Menschenbildes – der Geburt des Individuums. „Der Marmor zeigt nicht mehr bloß eine Schönheit abstrakter, allgemeiner Art; von einer mächtigen Hand bearbeitet, spiegelt er Gedanken und Gefühle wider.“

## Rezeption
Das Urteil der Nachwelt über die Pietà ist einhellig: „Seither haben eigentlich alle Kunsthistoriker und Biographen das Urteil ‚perfekt‘ für die Pietà vergeben.“

### Michelangelos Zeitgenossen
Die Pietà wurde von Michelangelos Zeitgenossen sofort als bedeutendes Kunstwerk gewürdigt und war darüber hinaus sofort nach ihrem Bekanntwerden ein bedeutendes öffentliches Ereignis in Rom. Michelangelo wurde durch diese Arbeit mit einem Schlag von „einem geachteten Künstler zum berühmtesten Bildhauer Italiens“. Vasari spricht von „grandissima fama“ (höchstem Ruhm), den Michelangelo mit der Statue erlangt hat.
Der in seinen Urteilen Michelangelo betreffend stets etwas überschwängliche und relativ unkritische Biograph Vasari äußert sich wie folgt über die Pietà: „Kein Bildhauer oder sonstiger noch so außergewöhnlicher Künstler darf auch nur daran denken, in der Darstellung oder an Anmut zu erreichen, was Michelangelo hier geleistet hat, oder bei aller Anstrengung sich mit ihm an Feinheit, Reinheit oder Meißelbehandlung des Marmors zu messen; denn hier findet man alles, was die Kunst vermag und leisten kann.“

### Rezeption in der Kunstgeschichtsschreibung des 19.Jahrhunderts
Lübke sieht in der Pietà „eine herrlich aufgebaute, tief empfundene und edel vollendete Marmorgruppe, in den Köpfen von ergreifendem Ausdruck“ Nach Müller ist die Pietà „eine wunderbar herrliche Gruppe von großer Einfachheit in der Composition; Weichheit und Milde, und von entzückender Schönheit in den Köpfen“.
Grimm, der die Pietà als Michelangelos Hauptwerk bezeichnet, fällt folgendes Urteil: „Was vor dieser Arbeit in Italien von Bildhauern geleistet worden ist, tritt in Schatten und nimmt das Ansehen von Versuchen an, denen es irgendwo fehlt, sei es am Gedanken oder in der Ausführung: hier deckt sich Beides. Künstler, Werk und Zeitumstände greifen ineinander ein, und es entstand etwas, das vollkommen genannt zu werden verdient.“
Burckhardts Urteil fällt wie folgt aus: „Hier zuerst in der neueren Skulptur kann wieder von einer Gruppe im höchsten Sinne die Rede sein; der Leichnam ist überaus edel gelegt und bildet mit Gestalt und Bewegung der ganz bekleideten Madonna das wunderbarste Ganze. Die Formen sind anatomisch noch nicht ganz durchgebildet, die Köpfe aber von einer reinen Schönheit, welche Michelangelo später nie wieder erreicht hat.“ Bode bezeichnet die Pietà als die edelste plastische Schöpfung Michelangelos. Justi findet folgende Worte: „Dies ist die Pietà Michelangelos, die er in seinem Lebensmorgen am Ausgang des alten Jahrhunderts, am größten Ort der Welt, für den ersten Tempel der Christenheit schuf. Sie steht ebenso hoch als Ausdruck religiöser Ideen wie als Kunstwerk der Bildhauerei.“

### Rezeption in der Kunstgeschichtsschreibung des 20.Jahrhunderts
Nach Herbert Von Einem stellt Michelangelos Pietà eine gelungene Synthese aus der Tradition des etablierten Sujets der Pietà und des Vesperbildes einerseits und den ästhetischen Erwartungen seiner Zeitgenossen, welche durch die Beschäftigung mit den antiken Vorbildern geprägt waren, andererseits dar. Die römische Pietà sei ein Neuentwurf der mittelalterlichen Form, ohne jedoch deren Grundlagen zu zerstören. Ebenso wie andere Kunsthistoriker hebt Von Einem den Umstand hervor, dass Michelangelo die römische Pietà fertiggestellt hat: In diesem relativ frühen Werk sei noch nichts von den inneren Konflikten spürbar, welche in dem Non-finito späterer Werke manifest werden; alles sei hier Harmonie, tiefgründig zwar, jedoch nicht dunkel.
Crispino hebt zum einen die technische Meisterschaft insbesondere bei der Herausarbeitung der anatomischen Details hervor; zum anderen die würdevolle Schönheit der Figuren und die berührende Poesie der Gruppe als Ganzes. Der Autorin zufolge hat der Meister bei seinen späteren Bildwerken nie wieder eine solche Reinheit und Vollendung erreicht. Auf das Moment des Non-finito bei Michelangelo anspielend, sieht Crispino in der Pietà quasi die Demonstration der Erreichung eines formalen (technischen) Endziels, von welchem aus der Künstler neue Wege beschreiten konnte. (Freilich sind auch einige spätere Bildwerke Michelangelos, etwa der Moses des Juliusgrabmals, formal sorgfältigst durchgearbeitet.)
Gardner und Kleiner würdigen die Pietà wie folgt: „Michelangelo transformierte den Marmor in Fleisch, Haar und Gewebe, mit einem fast beispiellosen Gefühl für Texturen … Atemberaubend ist auch die zarte Traurigkeit der schönen und jungen Maria, die den Tod ihres Sohnes betrauert.“
Verdon und Rossi stellen ebenfalls die Schönheit der römischen Pietà heraus, kritisieren diese jedoch gleichzeitig als unreifes Werk, bei dem die inhaltliche Dimension der Ästhetik geopfert werde. Namentlich die Darstellung der Mutter Gottes als junge, strahlende Schönheit kann die Autoren nicht überzeugen; die wenige Jahre später entstandene Pietà Giovanni Bellinis mit ihrer gealterten, trauernden Madonna sei überzeugender und bewegender.

### Rezeption in der bildenden Kunst und der Malerei
Eine von Giovanni Angelo Montorsoli (1507–1563) geschaffene Pietà in der San-Matteo-Kirche in Genua ist relativ eng an Michelangelos römische Pietà angelehnt. Im Dom von Gubbio (Umbrien) befindet sich ein von Dono Doni (nach 1500–1575) gefertigtes Altarbild, das eine Beweinung Christi mit einer Pietà zeigt, welche bis in Details hinein eine Kopie der römischen Pietà darstellt.
Der sizilianische Bildhauer Antonello Gagini schuf 1512 eine Pietà in Marmor, welche durch Michelangelos Pietà inspiriert ist. Das Werk befindet sich heute in der Kirche Matrice di Maria Santissima Addolorata in Soverato (Kalabrien).
Käthe Kollwitz wurde zu ihrer in den Jahren 1937/38 geschaffenen 38 cm hohen Plastik einer Pietà durch Michelangelos römische Pietà inspiriert. Eine vierfach vergrößerte Nachbildung des Werks befindet sich in der Zentralen Gedenkstätte der Bundesrepublik Deutschland für die Opfer des Kriegs und der Gewaltherrschaft (Neue Wache) in Berlin, Unter den Linden.
Auch der australische Bildhauer Sam Jinks hat die Pietá in seinen Werken mehrmals neu interpretiert.
Abgesehen von der künstlerischen Rezeption auf hohem Niveau war und ist Michelangelos Pietà eines der populärsten christlichen Kunstwerke und Fotografien des Bildwerks wurden daher seit Beginn des 20. Jahrhunderts als Vorlage für Gebrauchsgrafiken (etwa für häusliche Andachtsbilder oder Totenzettel) verwendet.

### Rezeption im Film
Michelangelos Bildfindung seiner römischen Pieta hat auch ihren Niederschlag in der Bilderwelt des Films gefunden. Alfred Hitchcock ìnszeniert in seinem Film Topas ein Paar nach der Folterung durch den kubanischen Geheimdienst nach dem Vorbild der römischen Pietà.
In dem 1975 entstandenen Film Der Messias von Roberto Rossellini über das Leben des Erlösers wird die Jungfrau Maria über die gesamte Filmhandlung hinweg von der damals siebzehnjährigen Römerin Mita Ungaro gespielt. Der Film beinhaltet auch eine lange Einstellung, in welcher Michelangelos römische Pietà nachgestellt wird, wobei der von Pier Maria Rossi gespielte Jesus deutlich älter wirkt als die Madonna.
Der koreanische Regisseur Kim Ki Duk wurde nach eigenen Angaben zu seinem in Venedig preisgekrönten Film Pietà durch Michelangelos Werk inspiriert, das er bei einem Besuch im Petersdom als „Zeichen vom Teilen des Schmerzes der gesamten Menschheit“ verstand. Das Plakat zum Film ist eine eindeutige Reminiszenz an die Pietà.

## Repliken und Kopien
Die Pietà wurde vielfach in Marmor/Gips und Bronze kopiert – oftmals für die Aufstellung in Kirchen, auch finden sich Darstellungen des Werkes in der Malerei. Eine Kopie befindet sich in den Vatikanischen Museen, in Deutschland ist eine Nachbildung in der katholischen Sankt-Hedwigs-Kathedrale in Berlin zu besichtigen.
Michelangelos Pietà ist als Vollplastik, Relief, Medaille, farbiges Heiligenbildchen und dergleichen ein beliebtes Objekt im römischen bzw. katholischen Devotionalienhandel.

## Zeitgenössische Quellen
- Ascanio Condivi
  - Vita di Michelagnolo Buonarroti raccolta per Ascanio Condivi da la Ripa Transone (Rom 1553). Teil I: Volltext mit einem Vorwort und Bibliographien (Fontes. 34) Volltext.
  - Das Leben des Michelangelo Buonarroti. Das Leben Michelangelos beschrieben von seinem Schüler Ascanio Condivi. Aus dem Italienischen übers. u. erl. von Hermann Pemsel. München 1898.
- Giorgio Vasari
  - Le vite de’ piú eccellenti architetti, pittori, et scultori italiani da Cimabue insino a’ tempi nostri. Erste Ausgabe Florenz 1550. Zweite erweiterte Ausgabe, Florenz 1558.
  - Das Leben des Michelangelo. Hrsg. von Alessandro Nova. Bearbeitet von Caroline Gabbert. Neu ins Deutsche übersetzt von Victoria Lorini. Berlin 2009, (Edition Giorgio Vasari), ISBN 978-3-8031-5045-5.